# 张文勋
张文勋（1926年7月30日—），笔名秋云、泥子，男，白族，云南洱源人，中国作家、文艺理论家。

## 生平
早年先后就读于凤羽包大邑村公立小学、洱源县立初级中学、蒙自中学、大理省中，1947年高中毕业。
1948年，考入云南大学文史系。主编文艺刊物《平凡文从》。1949年参加地下党的外围组织“民青”。云南起义后到部队工作。1950年回校读书。1953年毕业于云南大学中文系。1954年，被学校送到北京大学中文系文艺理论进修斑学习两年，结业后回云大任教，任云南大学中文系系主任、作协云南分会理事、中国古代文学理论学会常务理事等职。

## 作品
张文勋一开始是写诗的，学生时代即写有《生命之歌》、《命运》、《饥饿》、《茶馆》、《叛逆》等，批判旧社会。解放后又写有《黄昏》、《夜行者》、《我们不是白痴》、《颜色篇》、《指路碑》、《记程碑》、《野火》、《五月之歌》、《泪》、《野火》、《仇恨》、《火山力、《电与雷》、《疯人与老爷》等诗赞美共产党革命者。解放前发表了《雪花飘落的日子》、《凤羽湖畔的歌声》、《池沼之恋》、《农忙念故乡》、《一件最愉快的事》、《杜鹃血》、《雨季》、《七月的凤羽》、《秋夜》、《春残片语》、《病》、《小简》、《寄》等40多篇小说，取材于家乡生活，具有抒情性。
1960年代他主要专注于文学评论，写有《漫淡刘勰文学观的哲学墓咄》、《刘勰对文学创作的形象思维特征的认识》、《我国古代文学理论家对文学艺术特征的认识谈》、《从〈人间词话〉看王国维美学思想实质》、《不要轻易扣帽子，应作具体的分析》等专著。改革开放后又出版了一系列论古代文论和华夏美学的著作，并与人合编了《白族文学史》。